# 永瀨廉
永瀬廉（日语：／ Nagase Ren、1999年1月23日—），日本男演員及歌手，東京都出身，傑尼斯事務所旗下男子偶像組合King & Prince的成員。

## 簡歷
2011年4月3日進入傑尼斯事務所，成為關西傑尼斯Jr.的一員，並以關西傑尼斯Jr.團體「Aぇ少年」成員的身份開始活動。
2012年與西畑大吾、大西流星組成なにわ皇子。
2015年因家人調職而搬到東京。2016年組成期間限定團體「Mr.King vs Mr.Prince」，分為「Mr.King」與「Mr.Prince」各自展開活動，隸屬於「Mr.King」。
2017年進入明治學院大學社會學部就讀。
2018年5月23日隨團體正式出道。
2020年連續獲得女性時尚雜誌『ViVi』的企劃「ViVi國寶級帥哥排行榜」2020年上半期・下半期「NOW部門第一名」，進入殿堂級。
2024年1月23日，開設個人Instagram帳號。

## 作品

### 電視劇
- 信長的主廚（2013年1月11日 - 3月15日、朝日電視台） - 森蘭丸
- 我的裙子，去哪了？（2019年4月20日、日本電視台） - 明智秀一
- 我们开始当空服员（2019年9月24日、關西電視台・富士電視台） - 主演・朝川千空
- 歡迎回來百音（2021年5月24日 - 10月29日、NHK） - 及川亮
- 和解者〜長崎通譯異聞〜（日语：わげもん〜長崎通訳異聞〜）（2022年1月8日 - 1月29日、NHK） - 主演・伊嶋壯多
- 新・信長公記～同班同學是戰國武將～（2022年7月24日 - 9月25日、讀賣電視台・日本電視台） - 主演・織田信長
- 黃昏下牽起手（2023年1月17日 - 3月21日、TBS） - 海野音
- Last Man-全盲搜查官-（2023年4月23日 - 6月25日、TBS） - 護道泉
- 廚房的愛麗絲（2024年1月21日 - 3月24日、日本電視台） - 酒江倖生
- 東京鐵塔（2024年4月20日 - 6月15日、朝日電視台） - 主演・小島透
- 和富家少爺的戀愛太難了（2025年1月7日 - 3月25日、關西電視台・富士電視台） - 主演・天堂昴

### 電影
- 杰尼斯忍者来访！通往未来的战争（松竹、2014年6月7日公开） - （幼少期）
- 我家執事如是說（日语：うちの執事が言うことには）（東映、2019年5月17日公開） - 主演・烏丸花穎
- 飆速宅男（松竹、2020年8月14日公開） - 主演・小野田坂道
- 真夜中乙女戰爭（日语：真夜中乙女戦争）（KADOKAWA、2022年1月21日公開） - 主演・我
- 法廷遊戯（東映、2023年11月10日公開） - 主演・久我清義
- 電影Last Man -FIRST LOVE-（松竹、2025年12月公開） - 護道泉

### 網路電影
- 餘生一年的我，與可活半年的妳相遇（Netflix、2024年6月27日） - 主演・早坂秋人

### 動畫電影
- 哆啦A夢電影：大雄與天空的理想鄉（東寶、2023年3月3日公开） - 索尼亞[3]
- 心之觸碰。（東寶・Aniplex、2024年10月4日公開） - 主演・小野田秋[4]

### 綜藝節目
- 麦兜加尼（2012年10月3日 - 、BS富士） - 浪花皇子時期
- 痛快TV 爽快JAPAN《胸キュンスカッと》「私が出した恋の条件」（2017年11月20日、富士電視台） - 遠藤聖

### 音樂節目
- Premium Music 2022（2022年3月30日、日本電視台） - 司会
- Premium Music 2023（2023年3月22日、日本電視台） - 司会

### 教育節目
- とまどい社会人のビズワード講座（2023年4月6日 - 、NHK教育頻道） - 主持人

### 電台
- King & Prince 永瀬廉のRadio GARDEN（2019年6月13日 - 、文化放送『レコメン!』内包）

### CM
- 健榮製藥
  - 「ヒルマイルド」（2020年9月12日 - ）
  - 「手ピカジェル」『手ピカジェル　持ち歩こう』篇（2021年5月18日 - ）
  - 「ル・マイルド」（2022年10月1日 - ）
- 本田技研工业「Hondaハート」（2022年2月28日 - ）

### 舞台
- DREAM BOYS（2014年9月4日 - 9月30日、帝國劇場）
- 2015新春Johnnys' World（2015年1月1日 - 1月27日、帝國劇場）
- Johnny’s 銀座 2015（2015年4月24日 - 4月26日・5月30日 - 6月1日、Theatre Creation）
- Johnny's IsLAND（2019年12月8日 - 2020年1月27日、帝國劇場）

### 演唱會
- 関西ジャニーズJr.『春休みスペシャルコンサート2014』（2014年3月1日 - 25日、大阪松竹座）
- 関西ジャニーズJr.『X'mas Show 2014』（2014年11月30日 - 12月25日、大阪松竹座）
- 関西ジャニーズJr.『春休み スペシャル show 2015』（2015年3月21日 - 31日、大阪松竹座）
- サマステ ジャニーズキング〔永瀬廉・SixTONES・Travis Japan〕（2016年8月17日 - 25日、EX THEATER ROPPONGI）

### 活动
- Rakuten GirlsAward 2019 SPRING/SUMMER（2019年5月18日、幕張展覽館） - 秘密嘉宾

## 書籍

### 雜誌連載
- Myojo「日日恋廉」（2019年10月號 -）

## 獎項
2020年
- 第44屆日本電影學院獎 新人演員獎 （飆速宅男）

2021年
- TV Station日劇大賞 2021 助演男優賞（歡迎回來百音）

2023年
- TV Station日劇大賞 2023 助演男優賞（黃昏下牽起手）

## 外部連結
- Johnny's net > King & Prince （页面存档备份，存于）
- 永瀨廉的Instagram帳戶
- 永瀨廉在互联网电影资料库（IMDb）上的資料（英文）